# Koubena
La rivière Koubena (en russe : Кубена) est un cours d'eau de Russie, qui arrose les oblasts d'Arkhangelsk et de Vologda et se jette dans le lac Koubenskoïe. Elle est longue de 368 km et draine un bassin de 11 000 km2. 
La ville de Kharovsk est située sur la rive gauche de la rivière.